# Stara Hercegowina
Stara Hercegowina – historyczny region w zachodniej Czarnogórze (prawie połowa tego kraju). Największe miasto to Nikšić. Obecnie znajduje się w niej 7 gmin tego nadmorskiego państwa:
- Herceg Novi
- Nikšić
- Plužine
- Pljevlja
- Šavnik
- Kotor
- Žabljak